# 冨沢ノボル
冨沢 ノボル（とみざわ のぼる、本名：冨澤 升、1967年3月31日 - ）は、日本のヘアメイクアーティスト、ビューティーディレクター。群馬県桐生市出身。キューブ マネージメントオフィス所属。

## 経歴
- 1989 東京マックス美容専門学校卒業後、河野ミツルのアシスタントになる[3]
- 1992 フリーランスのヘアメイクとして活動を始める[3]
- 1995 ニューヨークに渡る[3]
- 1998 帰国後、ファッション雑誌、広告、TVCM、CDジャケット、PV、コレクションのヘアメイク、DJとして活動[3]
- 2012 映画『ヘルタースケルター』で注目される[4]
- 2022 東京2020オリンピック開閉会式 パラリンピック閉会式のヘアメイクディレクション担当

## 参加作品

### 雑誌
VOGUE (JPN, TWN) / VOGUE girl / 装苑 / 花椿 / M girl / WWD / FA magazine / super BIDO / EVERYTHING MAGAZINE / COMMERCIAL PHOTO / 美術手帖 / Snip style / GINZA / otonaMUSE / 月刊EXILE / Harper’s BAZAAR (JPN, HK) / SPRING / Sweet / very / precious / GINGER / NYLON JAPAN / GISELe / NumeroTokyo / MILK / Voce / 美的 / anan / CREA / spoon. / FRaU / GQ / SENCE / Men’s non-no / uomo / safari / 美しいキモノ / AERA / Men’s CLUB / Kiss Tokyo / ひよこクラブ
広告
Yohji Yamamoto (2021)
ANNA SUI (2021)
LIMI feu (2021/20)
HERALBONY (2022/21/20)
NULAND (2022/21)
RANDA (2021)
The Heart of ZIPANGU (2020)
MILKビジュアル LOOK BOOK (2022/21/20)
Kiss Tokyo projrct (2020/19)
やんばるアートフェスティバル (2020/19)
NINAGAWAMIKA in collaboration with H&M (2019)
MOET Imperial 150th Anniversary Celebration Party (2019)
SHIBUYA109　40周年プロジェクト (2019)
NHK「半分、青い。」(2018)
Disney/Pixer「リメンバーミー」 渡辺直美 (2018)
MARIO TESTINO「title」きゃりーぱみゅぱみゅ (2018)
Ground Y GINZA SIX (2017)
BEAMS40周年記念『WHAT’S NEXT? TOKYO CULTURE STORY』(2016)
ISETAN MODE PHILIA (2016)kao Face Mapping (2016)
Intel world campaign Face Mapping (2016)
TOKYO DESIGERS WEEK ミラノサローネ (2015)
東京ガス「ガスの仮面」(2014)

### CM
ウンナナクール (2022/21)
ヤクルト1000 (2022)
IG証券 (2022)
Amazon (2022)
JINS (2022)
AUDI (2021)
キリン ホームタップ (2021)
PARCO (2021/20)
mixi「コトダマン」(2019)
PAC-MAN 40th Anniversary (2019)
東京ゲゲゲイ×KEMIO MV&クロレッツ (2019)
サントリー「JIM BEAM」(2019)
OCEAN TRICO (2019)
ラフォーレ原宿「THE LIONKING COLLECTION」ポスター (2019)
東京ゲゲゲイPARCO / ネイチャーラボ / 健康保険組合連合会 / オニツカタイガー 渡辺直美 / サンスターVO5「秒速変身」/ ペプシ Jコーラ「怪物舞踏団」篇 / NEC「Bio-ID iom」/ BoA 「私このままでいいのかな」TVスポットCM 沢尻エリカ (2018)
P&G レノアハピネス / MINTIA / 花王Biore「ふくだけコットンうるおいリッチ」/ ゼクシィ / PEACH JOHN / ワコール BRAGENIC campaign / KIRIN Mets / ジョンビル / ハーゲンダッツ / LINE MUSIC / Volvic / Google / WEAR / ベルメゾン/ TOYOTA AURIS / 31アイスクリーム / ボートレース「2016 change yourself 〜己を変えろ〜」/ グリコ チーザ / アクエリアスビタミン / マクドナルド / JT「桃の天然水」/ LAFORET / クレセゾン / イオンのリネン / 24hCosme / ブルボンじゃがチョコ / ホーユー / music.jp / glico / オルジェノア / うるる酢 / LAVONS / 西武鉄道 / P&Gアリエール / カネボウKATE / 大塚食品MATCH SET POSITION

### TV
・GOSSIP BOX YouTubeドラマ (2021)
・AmebaTVオオカミシリーズビジュアルHM (2021/2022)
・NHK「2021 紅白歌合戦」マツケンダンサーズHM (2021)
・NHK「2019 紅白歌合戦」MISIAアンサンブルHM (2019)
・AmebaTV「奪い愛、夏」ビジュアルHM (2019)
・NHK 「パラリンピック1年前イベント」(2019)

テレビ東京「ミラクルちゅーんず！」(2017)半分、青い。　(2018年)メインビジュアルのアートディレクション

### CD
きゃりーぱみゅぱみゅ、MISIA、野宮真貴、松任谷由実、ouioui、小泉今日子、UA、松雪泰子、椎名林檎、YUKI、元ちとせ、DREAMS COME TRUE、globe、観月ありさ、市川実和子、MY LITTLE LOVER、PIZZICATO FIVE、Monday満ちる、浅井健一、Sherbets、JUDE、Anemone、TIGARAH、SILVA、Lily Chou-Chou、サザンオールスターズ、hiro:n、hi-posi、hide、d.i.e.、AihaHigurashi、SOB-AMBIENT、GLAY、Tornade Tatsumaki、LOSALIOS、中村獅童、hitomi、Ajico、Lita、ハルカリ、BoA、中ノ森バンド、ピストルバルブ、藤原紀香、栗山千明、ミムラ、加藤ローサ、桃井かおり、草間彌生、など

### 映画
- ゼブラーマン -ゼブラシティの逆襲- (2010年) - ヘアメイクディレクター[2][10]
- 忍たま乱太郎 (2011年) - ヘアメイクディレクター＆ヘアメイク[2][10]
- 逆転裁判 (2012年) - ヘアメイクディレクター＆ヘアメイク[2]
- ヘルタースケルター (2012年) - ヘアメイク[4]
- テラフォーマーズ (2016年) - ヘアメイクディレクター＆ヘアメイク[11]
- 無限の住人（2017年）- ヘアメイクディレクター＆ヘアメイク
- LAYERS ショートフィルム（2022年）- ヘアメイクディレクター＆ヘアメイク
- ホリックxxxHOLIC（2022年） - ヘアメイクディレクター＆ヘアメイク

### 舞台
「クラウディア」(2022)
「８人の女たち」ビジュアルHM(2022)
「ハロルドとモード」(2022/21/20)
「冒険者たち〜JOURNEY TO THE WEST〜」(2022)
「ART歌舞伎」(2021)
「FLASH DANCE」(2020)
「フローズン・ビーチ」ビジュアルHM (2019)
「ロカビリー★ジャック」ビジュアルHM (2019)
「ZEROTOPIA」(2018)
「The Love Bugs」(2016)
「クザリアーナの翼」(2014)
「Dance Earth～Changes～」(2014)
「Dance Earth～命の鼓動～」(2013)
「ウサニ」(2012)
写真集
「神木隆之介2021カレンダー」(2021)
「吉岡里帆2020カレンダー」(2019)
「MIRAGE」(2018)
「すべての理由」山本彩 (2017)
「Double Exposure」Keiichi Nitta (2016)
「MIYABI×SUKITA」(2016)
「Poison」最上もが (2016)TGC10th写真集
「SUPER TGC」(2015)
「Little Star ～ KANNA15～」橋本環奈 (2014)
出演 / WORKSHOP
Beauty world Japan 「TO」トークショー (2022)
武蔵野大学 講義「好奇心醸成」(2022)
TBS「BACK STAGE」第44回 密着ドキュメント番組 出演 (2020)
NHK ラフ＆ピース マザー「教えてナンバーワン」出演 (2020)
DTC CREATIVE SESSION (2019/18)
MOI AUSSIBE トークショー&あなたの写真にアートメイク (2018)
ICHAGARI OKINAWA TALK&作品解説 / Work Description (2018)
NHK Design Talks #39 Faces 出演 (2016)

### その他
フジロック(2022/21)
東急百貨店 本店 一円玉チャリティーアートイベント (2019)
東京ミットタウン日比谷「Hibiya Festival」dir.宮本亜門 (2019/18)
山鹿灯籠祭(熊本県山鹿市)メイクデザイン (2017)
三越伊勢丹「花々祭」ウィンドウディスプレイ (2016)
東急プラザ銀座 オープニングプレミアムステージ (2016)
PRODUCE & SPECIAL
NOT BLUE (2019～)
Biore「ハロウィンメイクアップドレッサーアプリ」監修デザイン (2017)
アイラッシュのブランド「Maggie May×PRO」(コージー本舗)をディレクション、発表(2011)
帽子のブランド 「I am not NOBORU」(over ride 栗原)をディレクション、発表 (2011)
ネイル&ピアスのブランド「RHYTHM」を発表　プロデュース&ディレクション (2004)